# Eudendrium album
Eudendrium album är en nässeldjursart som beskrevs av Nutting 1898. Eudendrium album ingår i släktet Eudendrium och familjen Eudendriidae. Inga underarter finns listade i Catalogue of Life.